# Paul Annesley Gore
Paul Annesley Gore (* 28. Februar 1921; † 11. September 2012) war ein britischer Kolonialbeamter.

## Leben und Karriere
Gore wurde am 28. Februar 1921 als Sohn von Charles Henry Gore (1881–1941) und Hon. Violet Katherine Annesley († 1963) geboren.
Er ist das älteste von drei Geschwistern. Er besuchte das Winchester College.
Er diente als Offizier der 16th/5th Lancers in der British Army, kämpfte im Zweiten Weltkrieg und erreichte den Rang eines Captains.
Nach dem Krieg schloss er ein Studium am Christ Church der Universität Oxford er mit einem Master of Arts ab.
Von 1948 bis 1965 war er in Uganda in der Kolonialverwaltung tätig. Von 1955 bis 1959 war er Deputy Finance Secretary von Mauritius. sowie von 1959 bis 1962 Finance Secretary von Gambia. Gore war von 1962 bis 1965 stellvertretender Gouverneur von Gambia.

## Ehrungen
1961 wurde Gore Commander des Royal Victorian Order (CVO). Beim Order of St. Michael and St. George wurde er 1964 Companion.

## Familie
Gore heiratete am 9. März 1946 Gillian Mary Allen-Stevens, die Tochter von Captain Tom Edmund Allen-Stevens.
Sie hatten drei Söhne, von denen einer 1985 starb.
Er lebte in Woodbridge, Suffolk (Stand 1999).
Auch war er bis zu seinem Tod wahrscheinlicher Titelerbe (Heir Presumptive) seines entfernten Verwandten Arthur Gore, 9. Earl of Arran, da er in direkter Linie von Arthur Gore, 2. Earl of Arran abstammt. Neuer Titelerbe ist nun sein zweitältester Sohn William Henry Gore (* 1950).